# Dolna Frankonia
Dolna Frankonia (niem. Unterfranken) – bawarski okręg administracyjny. Kraina ta leży na północnym zachodzie kraju związkowego i graniczy od południa i zachodu z Badenią-Wirtembergią oraz Hesją. Na północy posiada wspólną granicę z Turyngią. Od wschodu graniczy zaś z bawarskimi okręgami administracyjnymi: Górna oraz Środkowa Frankonia.
Ponieważ główną rzeką przepływającą przez Dolną Frankonię jest Men, region ten, zwłaszcza przez jego mieszkańców, nazywany jest Mainfranken.
Administracyjnym centrum oraz stolicą okręgu jest Würzburg.

## Struktura administracyjna
Dolna Frankonia z administracyjnego punktu widzenia dzieli się na trzy wolne miasta powiatowe (niem. kreisfreie Stadt), tj. Aschaffenburg, Schweinfurt i Würzburg, oraz powiaty ziemskie (niem. Landkreis), tj. Aschaffenburg, Bad Kissingen, Kitzingen, Main-Spesart, Miltenberg, Rhön-Grabfeld, Schweinfurt, a także Würzburg.

### Podział administracyjny
Rejencja Dolna Frankonia dzieli się na:
- trzy regiony planowania (Planungsregion)
- trzy miasta na prawach powiatu (Stadtkreis)
- dziewięć powiatów ziemskich (Landkreis)

Regiony planowania:
| Lp. | Nazwa regionu planowania | Ludność (31.12.2010) | Powierzchnia km² | Liczba miast na prawach powiatu | Liczba powiatów |
| --- | ------------------------ | -------------------- | ---------------- | ------------------------------- | --------------- |
| 1   | Bayerischer Untermain    | 367.686              | 1.477,60         | 1                               | 2               |
| 2   | Main-Rhön                | 438.645              | 3.992,20         | 1                               | 4               |
| 3   | Würzburg                 | 509.745              | 3.060,80         | 1                               | 3               |

Miasta na prawach powiatu:
| Lp. | Nazwa miasta  | Ludność (31.12.2010) | Powierzchnia km² |
| --- | ------------- | -------------------- | ---------------- |
| 1   | Aschaffenburg | 68.678               | 62,45            |
| 2   | Schweinfurt   | 53.415               | 35,71            |
| 3   | Würzburg      | 133.779              | 87,63            |

Powiaty ziemskie:
| Lp. | Nazwa powiatu | Ludność (31.12.2010) | Powierzchnia km² | Liczba gmin |
| --- | ------------- | -------------------- | ---------------- | ----------- |
| 1   | Aschaffenburg | 172.667              | 899,34           | 32          |
| 2   | Bad Kissingen | 104.301              | 1.136,94         | 26          |
| 3   | Haßberge      | 85.010               | 956,52           | 26          |
| 4   | Kitzingen     | 88.397               | 684,15           | 31          |
| 5   | Main-Spessart | 127.761              | 1.321,41         | 40          |
| 6   | Miltenberg    | 128.341              | 715,68           | 32          |
| 7   | Rhön-Grabfeld | 82.916               | 1.021,87         | 37          |
| 8   | Schweinfurt   | 113.003              | 841,29           | 29          |
| 9   | Würzburg      | 159.778              | 967,56           | 52          |

## Historia

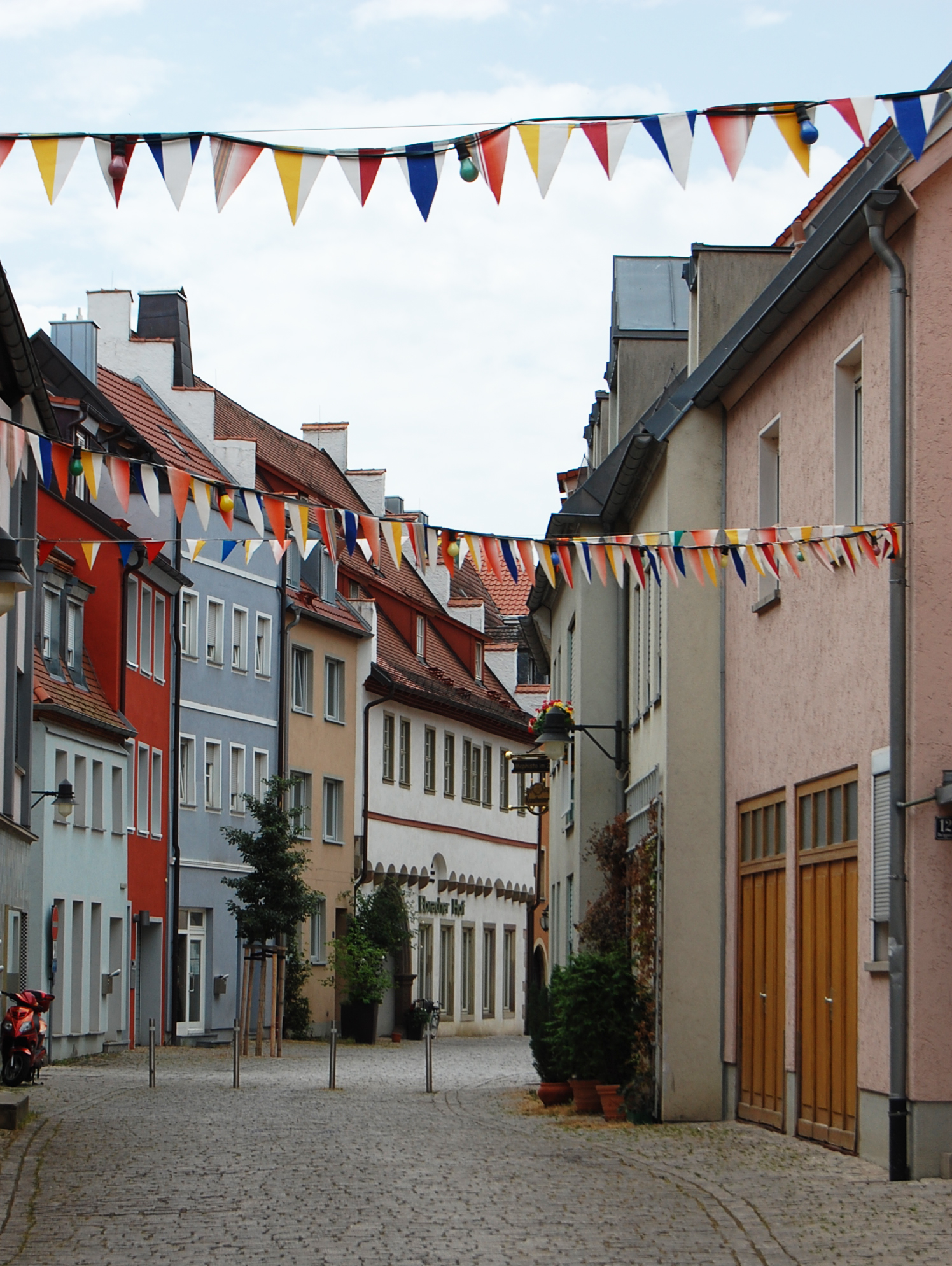
Starówka w Schweinfurcie

Po przejściu obszaru dolnofrankońskiego, głównie terenów Wielkiego Księstwa Würzburga, po Kongresie Wiedeńskim pod administrację Królestwa Bawarii utworzono tutaj Okręg Dolnego Menu z centrum administracyjnym w Würzburgu. Od 1 stycznia 1838 roku obszar ten nazywano „Dolną Frankonią i Aschaffenburgiem”. Współczesne określenie całego regionu „Dolna Frankonia” zostaje wprowadzone decyzją rządu bawarskiego 20 maja 1938 roku i od 1 czerwca 1938 weszło do powszechnego użycia. Po II wojnie światowej nazwa ta została utrzymana. W 1945 roku w granicach Dolnej Frankonii znalazł się obszar Ostheim vor der Rhön.

## Herb

### Blazonowanie
Poniżej czerwonej głowicy, na której trzy srebrne kliny, niebieskie i czerwone pola. Na pierwszym złota lanca z flagą czerwono-białą. Po lewej stronie heraldycznej srebrne koło.

### Historia herbu
Herb został zaprojektowany przez Otto Huppa w 1906 roku, jednak nie znalazł on wtedy zastosowania. Dopiero w 1961 roku zaczęto go wykorzystywać. Dolna Frankonia posiadała od tego momentu herb, który odzwierciedlał historyczne stosunki władzy na swoim terytorium. W herbie znajdują się nawiązania do kapituły katedralnej w Würzburgu (srebrne kliny na czerwonym tle), srebrne koło (tzw. koło Kiliana) jest odniesieniem do Elektoratu i Arcybiskupstwa Moguncji, natomiast lanca z biało-czerwona flagą symbolizuje Księstwo Wschodniofrankońskie.

## Gospodarka
Region Dolnej Frankonii zanotował w lutym 2010 roku stopę bezrobocia rzędu 5,1%, natomiast w styczniu tego samego roku było to jedynie 5%. Była to najniższa stopa bezrobocia w Bawarii. Do najważniejszych centrów gospodarczych regionu należą: Aschaffenburg, Schweinfurt i Würzburg, a także miasta średniej wielkości położone wzdłuż Menu, np. Miltenberg czy Lohr am Main.
Jak podaje Europejski Urząd Statystyczny PKB Dolnej Frankonii na jednego mieszkańca w 2008 roku wynosiło 116% średniej europejskiej.

## Miejscowe władze

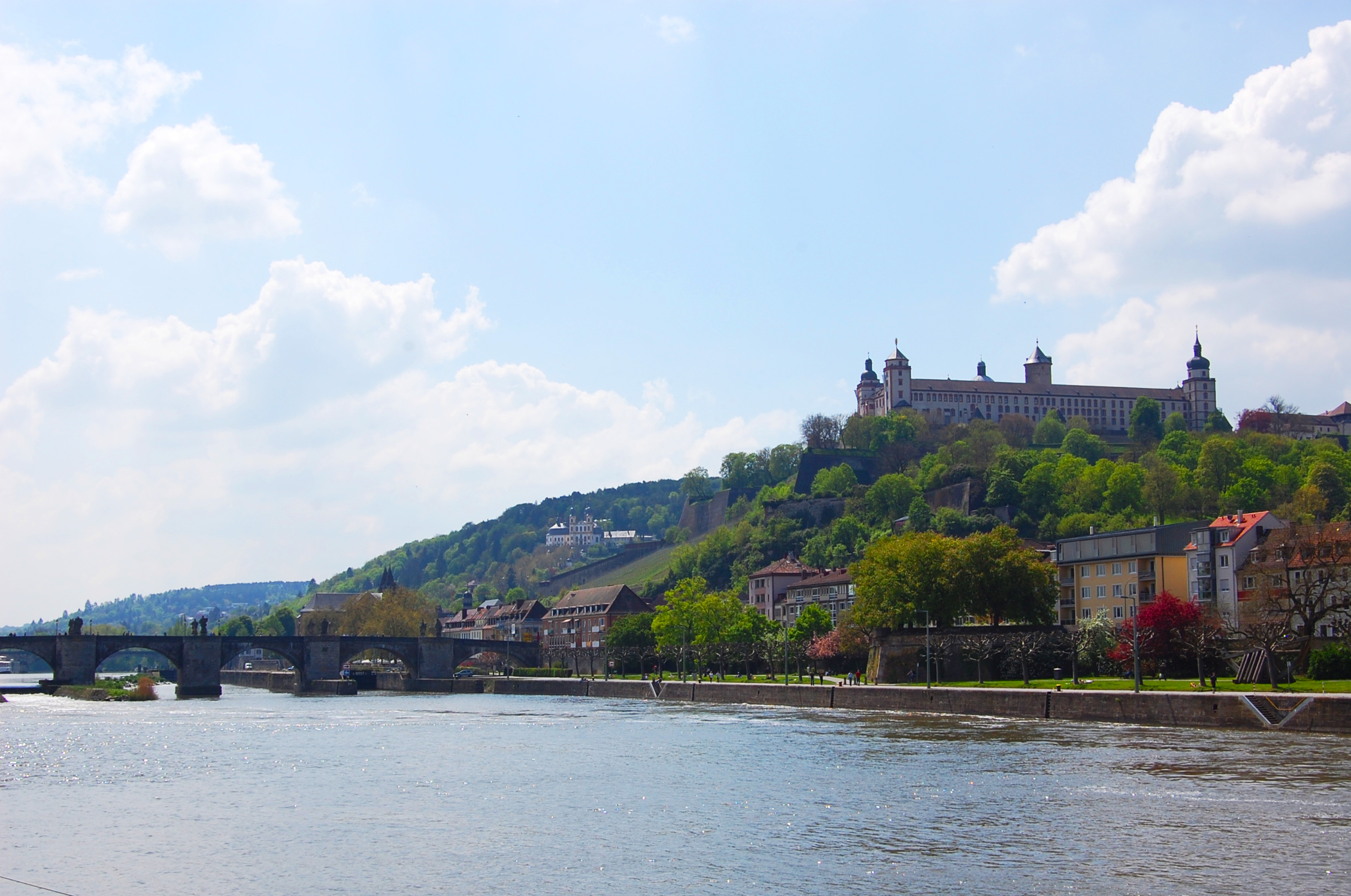
Twierdza w Würzburgu – stolicy regionu

W tzw. Zgromadzeniu Regionalnym są reprezentowane różne partie polityczne. W latach 1954–1998 w Würzburgu zasiadało ich 23 przedstawicieli. W roku 2003 – 20, a od 2008 ich liczba wynosi 21. W tym samym czasie w ławach Zgromadzenia zasiadało 10-u przedstawicieli Unii Cheścijańsko-Społecznej (niem. Christlich-Soziale Union – CSU), 4 – Partii Socjaldemokratycznej (niem. Sozialdemokratische Partei Deutschlands – SPD), 3 – Wolnych Wyborców (niem. Freie Wähler – FW), 2 – Partii Zielonych (niem. Grüne), 1 – Wolnej Partii Demokratycznej (niem. Freie Demokratische Partei – FDP), 1 – Lewicy (niem. Die Linke). Na przestrzeni ostatnich 60 lat we władzach na szczeblu regionalnym największe poparcie społeczne (48-65% w latach 1954-2008) posiadała Unia Chrześcijańsko-Społeczna. Drugą siłą polityczną regionu była i jest nadal Partia Socjaldemokratyczna posiadająca w latach 1954-2008 poparcie rzędu 19-34% mieszkańców.

### Prezydent Zgromadzenia Regionalnego
Od 30 stycznia 2007 roku prezydentem Zgromadzenia Regionalnego okręgu jest Erwin Dotzel (CSU). Jest on następcą zmarłego 2 grudnia 2006 roku hrabiego Albrechta von Ingelheima (CSU). Zastępcą prezydenta jest Eva-Maria Linsenbreder (SPD) i Karin Renner (CSU).

### Zadania władz okręgu

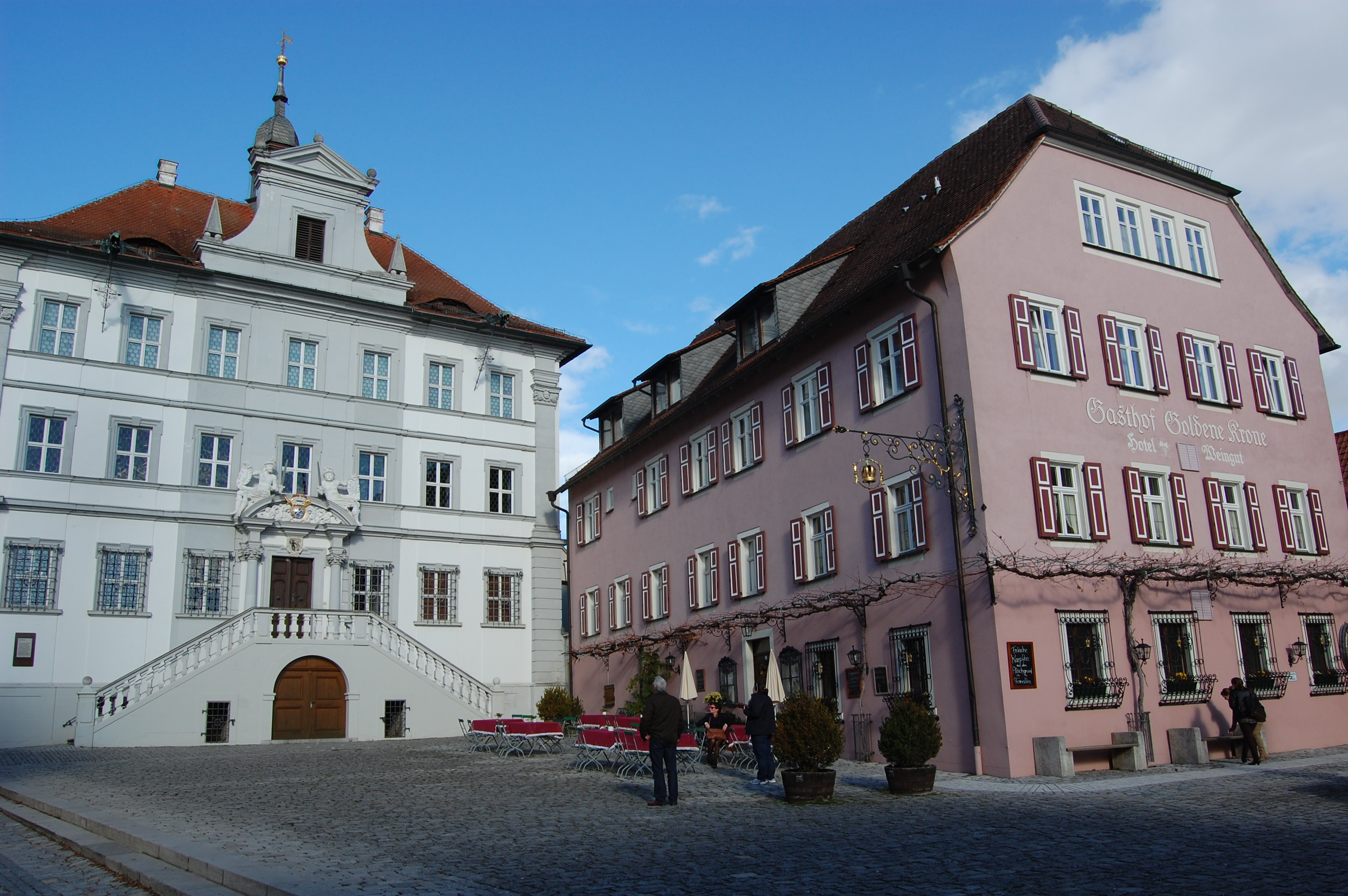
Ratusz w Iphofen

Okręg Dolnej Frankonii jest jednym z siedmiu na terenie Bawarii. Obok gmin oraz powiatów (ziemskich i grodzkich), tworzy on trzeci poziom podziału administracyjnego Landu Związkowego Bawaria. Najwyższym organem decyzyjnym jest tzw. Zgromadzenie Regionalne (Bezirkstag). Na jego czele stoi prezydent Zgromadzenia Regionalnego, który wybierany jest na pięcioletnią kadencję przez członków Zgromadzenia. Okręg Dolnej Frankonii wypełnia zadania, które wykraczają poza kompetencje powiatów lub gmin. Region wspiera publiczne instytucje, które są niezbędne dla zapewnienia mieszkańcom tego obszaru odpowiedniego poziomu życia (pod względem gospodarczym, socjalnym i kulturalnym). Region koordynuje działanie pomocy społecznej i socjalnej, zwłaszcza wobec ludzi wymagających opieki, niepełnosprawnych fizycznie lub upośledzonych umysłowo. Okrąg nadzoruje oraz finansuje działanie klinik specjalistycznych oraz domów opieki społecznej. Do pozostałych zadań władz regionalnych należą m.in. wspieranie życia kulturalnego, współpraca międzynarodowa, doradztwo w sprawie winoznawstwa/techniki produkcji wina, ale i rybołówstwa.

### Instytucje pod zarządem Okręgu Dolnej Frankonii
Okręg Dolnej Frankonii zarządza i finansuje działalność szpitali psychiatrycznych w Lohr am Main i Werneck, dziennej kliniki psychiatrycznej w Aschaffenburgu i Schweinfurcie, jak i jednostki zajmującej się dziecięcą i młodzieżową psychiatrią przy klinice uniwersyteckiej w Würzburgu. W tym samym mieście okręg finansuje funkcjonowanie domu Jakoba Riedingera – domu opieki nad ludźmi upośledzonymi. Także miejsca pomocy dla osób uzależnionych od alkoholu (Münnerstadt) oraz domy intensywnej opieki w Lohr, Römershag oraz Werneck są finansowane przez władz regionu. Dodatkowo okręg prowadzi dwie kliniki ortopedyczne – w Werneck i Würzburgu, a także klinikę specjalistyczną chirurgii klatki piersiowej w Münnerstadt. Razem ze szkołą imienia Karla Kroißa (niem. Dr.-Karl-Kroiß-Schule) władze lokalne wspierają działalność Centrum Wspierania Słuchu w Würzburgu. Obok innych instytucji podlegających i wspieranych przez region są m.in. Ośrodek Niewidomych w Norymberdze (niem. Blindenanstalt Nürnberg e.V.).

### Doradztwo specjalistyczne

#### Kultura i opieka nad dziedzictwem kulturowym

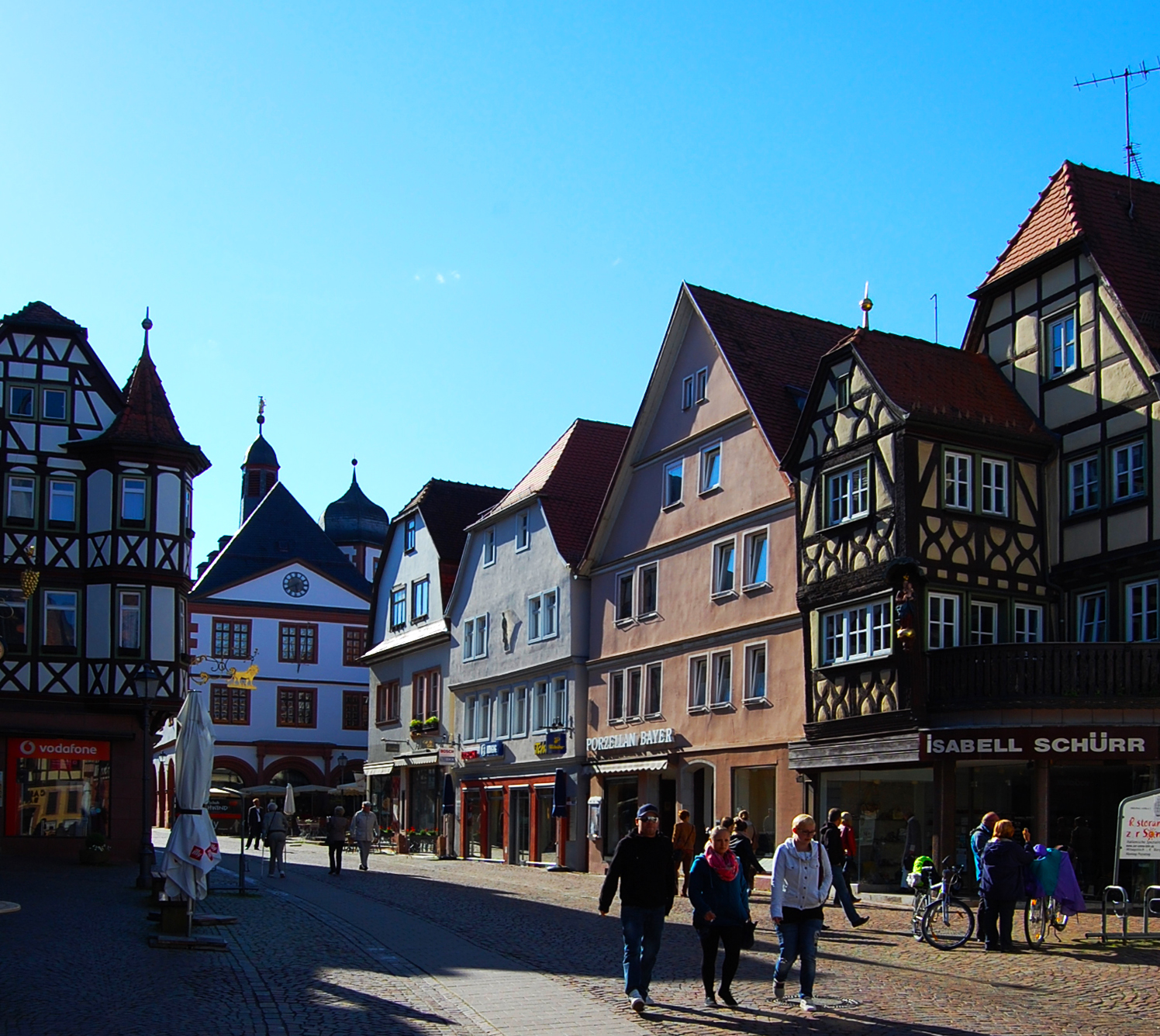
Starówka w Lohr am Main

Władze regionu finansują działalność instytucji państwowych w zakresie opieki nad zabytkami, muzeów, teatrów, placówek związanych ze sztuką współczesną i „małego formatu”, muzyką i strojem regionalnym. Utrzymują one także kontakt pomiędzy władzami miejskimi a lokalnymi działaczami na rzecz kultury, towarzystwami historycznymi i kulturalnymi. Na zamku Aschach (okolice Bad Kissingen) władze okręgu finansują istnienie trzech muzeów.

#### Rybołówstwo
Okręg Dolnej Frankonii zabiega o utrzymanie, ochronę, ale i polepszenie warunków bytowania ryb i innych zwierząt wodnych. Doradztwo fachowe dotyczy zazwyczaj wędkarstwa, rybołówstwa rzecznego, ochrony gatunków ryb, a także gospodarowania stawami.

#### Winoznawstwo i produkcja wina
W zakresie winiarstwa władze okręgu doradzają frankońskim winiarzom w zakresie winiarstwa i techniki uprawy winorośli. Region posiada liczne punkty informacyjne, a także specjalne szkoły, gdzie możliwe jest zdobycie fachowej wiedzy oraz informacji o winiarstwie, co gwarantuje utrzymanie wysokiej jakości regionalnych produktów winiarskich.

### Wydział współpracy międzynarodowej
Okręg wspiera i pielęgnuje partnerstwo dolnofrankońskich gmin z komunami w całej Francji. Do tego dochodzi wspieranie projektów oraz współpracy niemieckiej i francuskiej młodzieży. Od 1986 roku utrzymywana jest ścisła współpraca z Departamentem Calvados.